# آن بريغز
آن بريغز (بالإنجليزية: Anne Briggs)‏ هي مغنية بريطانية، ولدت في 29 سبتمبر 1944 في Toton ‏ في المملكة المتحدة.

## وصلات خارجية
- آن بريغز على موقع IMDb (الإنجليزية)
- آن بريغز على موقع ميوزك برينز (الإنجليزية)
- آن بريغز على موقع ديسكوغز (الإنجليزية)